# Saint-Côme-d'Olt
Saint-Côme-d'Olt è un comune francese di 1 414 abitanti situato nel dipartimento dell'Aveyron nella regione dell'Occitania.

## Società

### Evoluzione demografica
Abitanti censiti